# 안면고등학교
안면고등학교(安眠高等學校)는 대한민국 충청남도 태안군 안면읍 승언리에 있는 공립 고등학교이다.

## 학교 연혁
- 1970년 7월 5일 : 안면고등학교 설립 기성회 조직
- 1972년 12월 26일 : 안면고등학교 설립인가 (6학급)
- 1973년 3월 7일 : 제1회 입학식 (개교)
- 1981년 3월 1일 : 안면중 · 고등학교 분리
- 2007년 3월 1일 : 일반계 9학급 편성
- 2008년 3월 7일 : 교사 신축 준공
- 2023년 3월 1일 : 제29대 윤여정 교장 취임
- 2023년 12월 22일 : 제49회 졸업식 45명(졸업생 총 수 6,210명)
- 2024년 3월 4일 : 제52회 입학식 (남 33명, 여 29명 계 62명)
- 2025년 2월 7일 : 제50회 졸업식 46명(졸업생 총 수: 6,256명)
- 2025년 3월 4일 : 제53회 입학식 (남 18명, 여 10명, 계 28명)

## 참고 자료
- 안면고등학교 - 한국교육학술정보원 학교알리미